# Volturnus
V římské mytologii byl Volturnus bohem Tiberu a mohl být bohem všech řek. Měl svého velekněze, Flamen Volturnalis. Jeho festival, Volturnalie, se konal 27. srpna.

## Kultura
Ačkoli byl původně etruským bohem, jeho úcta se rozšířila do Říma a zdá se, že nahradil římského boha Tibera. 

## Historie
Ačkoli byl původně dost populární, jeho kult zmizel v době pozdní římské republiky.

## Vzhled
Volturnus byl muž, který měl dlouhé blond vlasy. 

## Rodina
Volturnus měl nejméně dva potomky, dceru jménem Juturna, vnuka jménem Fons (lat. pramen). Fons se narodil z milostného vztahu mezi Juturnou a Janusem, a byl bohem pramenité vody. 